# Empedocle (vulcano)
Empedocle è un vulcano sottomarino situato nella catena dei Campi Flegrei del Mar di Sicilia circa 40 km (22 nmi) al largo di Capo Bianco in Sicilia.

## Toponimo
È stato battezzato Empedocle, dal nome del filosofo e naturalista siceliota. Secondo il mito greco infatti Empedocle si gettò a capofitto nel cratere dell'Etna, per scoprire il segreto della sua attività eruttiva. Il suo corpo sarebbe stato in seguito restituito dal mare al largo della costa siciliana.

## Descrizione
La scoperta del vulcano è avvenuta nel corso di una crociera oceanografica nata col proposito di realizzare un documentario scientifico-divulgativo su quella che fu l'Isola Ferdinandea, la mitica «isola che scappò via», emersa dal mare di fronte a Sciacca nel giugno del 1831 e inabissatasi pochi mesi dopo, mentre era in corso una disputa per il suo possesso fra il Regno delle Due Sicilie, Regno Unito e Francia. La spedizione era finalizzata all'effettuazione di riprese e campionamenti con tecnologie avanzate sullo stato dell'Isola Ferdinandea, oggi ridotta a un banco vulcanico sottomarino che si innalza fino a 6-7 metri sotto il livello del mare ed ancora molto attivo sotto il profilo delle emissioni di gas.
La scoperta del vulcano Empedocle, che si trova nei cosiddetti Campi Flegrei del Mar di Sicilia, evidenzia che, in realtà, l'isola Ferdinandea costituiva (con i vicini banchi "Terribile" e "Nerita") uno dei coni accessori di Empedocle, un edificio vulcanico paragonabile all'Etna per larghezza della base. Secondo Giovanni Lanzafame, dell'Istituto Nazionale di Geofisica e Vulcanologia, la struttura vulcanica di Empedocle si aggira intorno ai 400 metri di profondità, con una base lunga 30 km per 25 km.